# XPaint
XPaint (Alternativamente escrito Xpaint) es programa de código abierto para editar imágenes bitman en sistemas operativos estilo Unix. Su concepto es el de un editor de gráficos rasterizados ligero y sencillo de utilizar.

## Características
XPaint Presenta un número sustancial de acciones de pintura. Permite editar y navegar múltiples imágenes simultáneamente, y admite la mayoría de formatos bitman, incluyendo PNG, GIF, TIFF, TGA, PPM, XPM, XBM, BMP, ICO, JPEG, JPEG2000, PGF etc. También puede importar ciertos tipos de archivos vectoriales como Posdata, PDF, SVG, así como texto sencillo o TeX, archivos de LÁTEX (siempre esté instalado un sistema TeX y PDF/Postscript).
XPaint contiene una caja de herramientas, que permite elegir la operación para crear y modificar imágenes. Cada ventana de pintura tiene acceso a su paleta de color propia y colección de patrones.
Las versiones más recientes de este programa incluyen la posibilidad de manipulación avanzada de imágenes (zum y cambio de tamaño, filtros, modificaciones de color, separación de canales RGB), scripting, capas, edición de canal alfa y de transparencia, importación de formatos del vector, fuentes truetype fuentes y anti-aliasing, transformaciones geométricas de tales fuentes, etc. …
Las posibilidades de scripting permiten filtros programables, procesamiento en lote, creación de imágenes en 2D y 3D, etc. Asimismo, XPaint recibió recimientemente un editor interno que puede ser utilizado para producir pósteres que incluyan texto e imágenes.

## Tecnología
Al utilizar bibliotecas de imágenes básicas (PNG, JPEG, JPEG2000, TIFF) junto con las bibliotecas X11, Fontconfig y Freetype,  tiene una escasa carga en memoria y requiere pocos recursos. Gracias a ello  puede ser compilado en la mayoría de sistemas Unix.

## Historia
David Koblas lanzó la versión 1.0 en 1989, esta versión solo ofrecía blanco y negro, la versión 2.0 fue lanzada en 1993 con soporte para color. 
Torsten Martinsen la amplió de 1996 a 1999 (versiones 2.2.x A 2.5.7) basándose en la última versión de Davids (2.1.1). Desde aproximadamente el año 2000, es mantenido y desarrollado por Jean-Pierre Demailly.